# دوغلاس إيفانز
دوغلاس إيفانز (بالإنجليزية: Douglas Evans)‏ هو كاتب أغاني وكاتب للأطفال أمريكي، ولد في 3 أبريل 1953 في يوكليد في الولايات المتحدة.